# Sophie Linnenbaum
Sophie Linnenbaum (* 1986 in Nürnberg) ist eine deutsche Filmregisseurin, Drehbuchautorin, Dramatikerin und Filmproduzentin.

## Leben
Sophie Linnenbaum studierte Psychologie an der Friedrich-Alexander-Universität Erlangen-Nürnberg. Ab 2013 studierte sie an der Filmuniversität Babelsberg Filmregie.
Ihre Kurzfilme liefen auf zahlreichen nationalen und internationalen Festivals. Der vielfach ausgezeichnete [Out of Fra]me erhielt u. a. den Audience Award & Best European Production 2017 Filmfest München. Meinungsaustausch (gemeinsam mit Sophia Bösch) feierte auf der Berlinale 2016 Premiere und wurde als „Short Tiger“-Gewinner der Filmfestspiele Cannes 2017 präsentiert. Der Kurzfilm Pix wurde 2017 mit dem Deutschen Kurzfilmpreis ausgezeichnet. Im Jahr 2021 gewann ihr Dokumentarfilm Väter Unser über Vater-Kind-Beziehungen beim DOK.fest München den FFF-Förderpreis Dokumentarfilm.
Mit dem Kinderbuchautor Thomas Klischke dramatisiert Sophie Linnenbaum seit 2007 Kinderbücher und entwickelt Theatertexte für Kinder und Jugendliche.
Seit Herbst 2022 ist Linnenbaum Mitglied der Deutschen Filmakademie.

## Filmografie

### Regie
- 2016: [Out of Fra]me; Kurzfilm
- 2016: Meinungsaustausch; Kurzfilm
- 2017: Monday – A German Lovestory; Kurzfilm
- 2017: Rien ne va plus; Kurzfilm
- 2017: Das leise Rauschen zwischen den Dingen; Kurzfilm
- 2017: Pix;  Kurzfilm
- 2018: Kugelmenschen; Kurzfilm
- 2019: Das Mensch; Kurzfilm
- 2020: Deutscher (Fernseh-Vierteiler) Teile 3 & 4
- 2020: Druck (3 Folgen)
- 2021: Väter Unser; Dokumentarfilm
- 2022: The Ordinaries; Spielfilm

### Drehbuch
- 2016: [Out of Fra]me; Kurzfilm
- 2016: Meinungsaustausch; Kurzfilm
- 2017: Monday - A German Lovestory; Kurzfilm
- 2017: Rien ne va plus; Kurzfilm
- 2017: Das leise Rauschen zwischen den Dingen; Kurzfilm
- 2017: Pix; Kurzfilm
- 2018: Kugelmenschen; Kurzfilm
- 2019: Das Mensch; Kurzfilm
- 2022: The Ordinaries; Spielfilm

### Produzentin
- 2017 Pix; Kurzfilm
- 2017 Meinungsaustausch; Kurzfilm
- 2021: Väter Unser; Dokumentarfilm

### Theatertexte
- 2007: Die Biene Maja – Abenteuer im Schlosspark (mit Thomas Klischke nach Waldemar Bonsels)
- 2008: Die Schneekönigin (mit Thomas Klischke nach Hans Christian Andersen)
- 2008: Die Opodeldoks (mit Thomas Klischke nach Paul Maar und Sepp Strubel)
- 2010: Dr. Brumm kommt in Fahrt (mit Thomas Klischke nach Daniel Napp)
- 2013: Zu Hause Mokupoku (mit Thomas Klischke)
- 2012: Die Reise zu Kata Teochi (mit Thomas Klischke)
- 2012: Die Opodeldoks – Freilichtfassung (mit Thomas Klischke nach Paul Maar und Sepp Strubel)
- 2014: Das Traumfresserchen (mit Thomas Klischke nach Michael Ende)
- 2017: Anders / sein (mit Thomas Klischke)

## Auszeichnungen
- 2016: Internationale Kurzfilmwoche Regensburg Bester Kurzfilm deutscher Wettbewerb für [Out of Fra]me[4]
- 2016: Filmfest München Panther-Award für die Beste Produktion für [Out of Fra]me[5]
- 2016: Unabhängiges Filmfest Osnabrück Bester Kurzfilm Publikumspreis für [Out of Fra]me[6]
- 2017: Deutscher Kurzfilmpreis für Pix
- 2017: DaKino Festival Bukarest Best Film Trophy für [Out of Fra]me[7]
- 2017: Grand Prize, „New Horizon“ Voronzeh für PIX[8]
- 2017: Kurzfilmtage Flensburg 1. Preis „Fiktion“ für PIX[9]
- 2017: Filmkunstfest Mecklenburg-Vorpommern Kurzfilmpreis für PIX[10]
- 2017: Eat My Shorts – Hagener Kurzfilmfestival, Nominierung für den Jurypreis für Meinungsaustausch
- 2017: screening filmfestival, Preis der Stadt Mainz, für PIX[11]
- 2017: Filmtage Friedrichshafen Jurypreis für PIX[12]
- 2017: exground filmfest Wiesbaden 2. Platz für PIX[13]
- 2017: Unabhängiges FilmFest Osnabrück Kurzfilmpreis für PIX[14]
- 2018: Bamberger Kurzfilmtage Preis der Jugendjury für PIX[15]
- 2018: Achtung Berlin Festival Bester Kurzfilm für Rien ne va plus[16]
- 2018: Internationales Filmfest Emden-Norderney Engelke Kurzfilmpreis für Rien ne vas plus [17]
- 2022: First Steps Award für The Ordinaries[18]
- 2022: Förderpreis der DEFA-Stiftung auf dem Filmkunstfest Mecklenburg-Vorpommern für The Ordinaries
- 2022: Förderpreis Neues Deutsches Kino Regie
- 2024: Preis der Stadt Nürnberg